# Pentucket
Pentucket /na jeziku pennacooku =“land of the winding river”, / pleme američkih Indijanaca porodice Algonquian čije se glavno istoimeno selo nalazilo na mjestu današnjeg Haverhilla u Massachusettsu. Prvi bijeli naseljenici dolaze 1640. a 1642. Indijanci im prodaju svoju zemlju, na kojoj su izgradili grad Haverhill, prozvan po Haverhillu u Engleskoj. Zemlju Pentucketa prodaju Passaquo i Saggahew, uz suglasnost bashabe Passaconawaya (Passaconway) za svega 3 funte i 10 šilinga